# Лоче (община Целе)
Вижте пояснителната страница за други значения на Лоче.
Лоче (на словенски: Loče) е село в Словения, Савински регион, община Целе. Според Националната статистическа служба на Република Словения през 2015 г. селото има 125 жители.